# グリーンズボロ (ノースカロライナ州)
グリーンズボロ（英: Greensboro、発音:/ˈɡriːnzbʌroʊ/）は、アメリカ合衆国ノースカロライナ州中北部のギルフォード郡にある都市。人口は29万9035人（2020年）。州内ではシャーロット、州都ローリーに次いで3番目に人口が多く、ギルフォード郡を中心とするピードモント・トライアド都市圏では最大の都市である。
グリーンズボロ市は、ノースカロライナ州中央部ピードモント台地を走る州間高速道路85号線と州間高速道路40号線が交わる所に位置している。
2003年、一般にピードモント・トライアドと呼ばれた、それまでのグリーンズボロ＝ウィンストン・セーラム＝ハイポイント都市圏（大都市統計地域、MSA）が行政管理予算局によって再定義され、グリーンズボロ＝ハイポイント都市圏とウィンストン・セーラム都市圏に分割され、グリーンズボロ＝ウィンストン・セーラム＝ハイポイントは広域都市圏（合同統計地域、CSA）と定義された。2010年の国勢調査では、グリーンズボロ＝ハイポイント都市圏の人口は723,801人であった。グリーンズボロ＝ウィンストン・セーラム＝ハイポイント広域都市圏全体では、2010年の国勢調査による人口1,589,200人 となっており、アメリカ合衆国の広域都市圏順位では31位に位置する。
1808年、グリーンズボロ（1895年以前の綴りはGreensborough）は、近くのギルフォード・コートハウスの町から郡庁所在地としての機能を引き継ぐために中心となる郡庁舎広場を計画した。この行動によって郡内の地理中心に近い所に郡庁舎が動き、郡内住人の大多数は以前より容易に郡庁舎に到達できるようになった。
グリーンズボロは小さな行政中心から1900年代初期までに繊維産業と交通の中継点となり、今日では事業を再配置するための南部でも有望な中心の一つとして浮上している。2世紀が経った今でもグリーンズボロはその美しさと居住性で称賛を集めている。2004年、アメリカ合衆国エネルギー省はグリーンズボロの「クリーン都市殿堂」入りを決めた。
2008年6月30日、住人10,000人以上、面積8平方マイル (20 km2) を僅かにこえる地域を併合した。

## 歴史

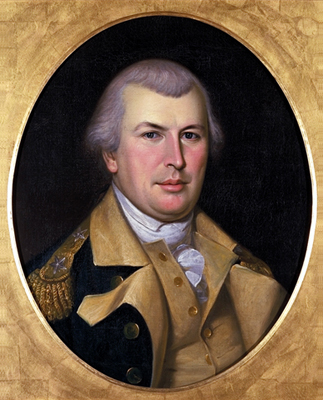
アメリカ独立戦争の英雄、ナサニエル・グリーン将軍

### 初期の歴史
グリーンズボロは、アメリカ独立戦争中の1781年3月15日にギルフォード郡庁舎の戦いで大陸軍を指揮したナサニエル・グリーン将軍に因んで名付けられた。この戦闘で大陸軍は敗北したことになっているが、チャールズ・コーンウォリス卿のイギリス軍も大きな損失を蒙り、そのボロボロになった軍隊はノースカロライナを離れてバージニアに向かうことを選んだ。この決断に続いて大陸軍はフランス軍と結んでバージニアのヨークタウンにコーンウォリスを閉じ込め、そこで20日間の包囲戦の後の1781年10月19日にイギリス軍は降伏を強いられることになり、かくして独立戦争は実質的に終わった。イギリス軍を弱らせるためにグリーンの採った行動が、最終的に大陸軍がイギリス軍に勝利する結果を呼んだことになった。
グリーンズボロはギルフォード郡の地理中心近くに設立されたが、その土地は「ハックルベリーの藪がある深い下生えの未開森林であり、香りの良い果物ができていた。」将来の村のための土地は98ドルで購われ、南北に走る3本の道路（グリーン、エルム、デイビーの各通り）が東西に走る3本の道路（ガストン、マーケット、シカモアの各通り）と交わるように配置された。郡庁舎はエルム通りとマーケット通りの交差点中心に建てられた。1821年までにこの町には369人の住人が住むようになった。
1840年代初期、当時のジョン・モアヘッド知事（その領地であるブランドウッドはグリーンズボロ内にあった）の要請により州政府はグリーンズボロを新しい鉄道が通るように選定した。グリーンズボロは実質的な成長を始め、間もなく州内交通の中継点としての役割のために、「門の都市」(Gate City)と呼ばれるようになった。鉄道は繊維工場の商品輸送に使われ、市の周りにも繊維工場の集まりができた。これらの事業は21世紀まで市内に残っていたが、その大半は破産し、再編され、あるいは他の会社に併合された。グリーンズボロは現在でも、インターナショナル・テクスタイル・グループ（コーン、バーリントン・インダストリーズ）、ガレイ・アンド・ロード、ユニファイおよびVFコーポレーション（ラングラー、リー、ザ・ノース・フェイス、ノーティカ）といった会社が主要な拠点を置く繊維産業の主要中心である。グリーンズボロは地域の輸送主要中継点として機能しているので、鉄道輸送の重要さが残っており、アムトラックはワシントンD.C.とアトランタを経由してニューオーリンズを結ぶ幹線であるノーフォーク・サザン鉄道線で毎日4編成の旅客列車を運行し、その停車駅がグリーンズボロにある。

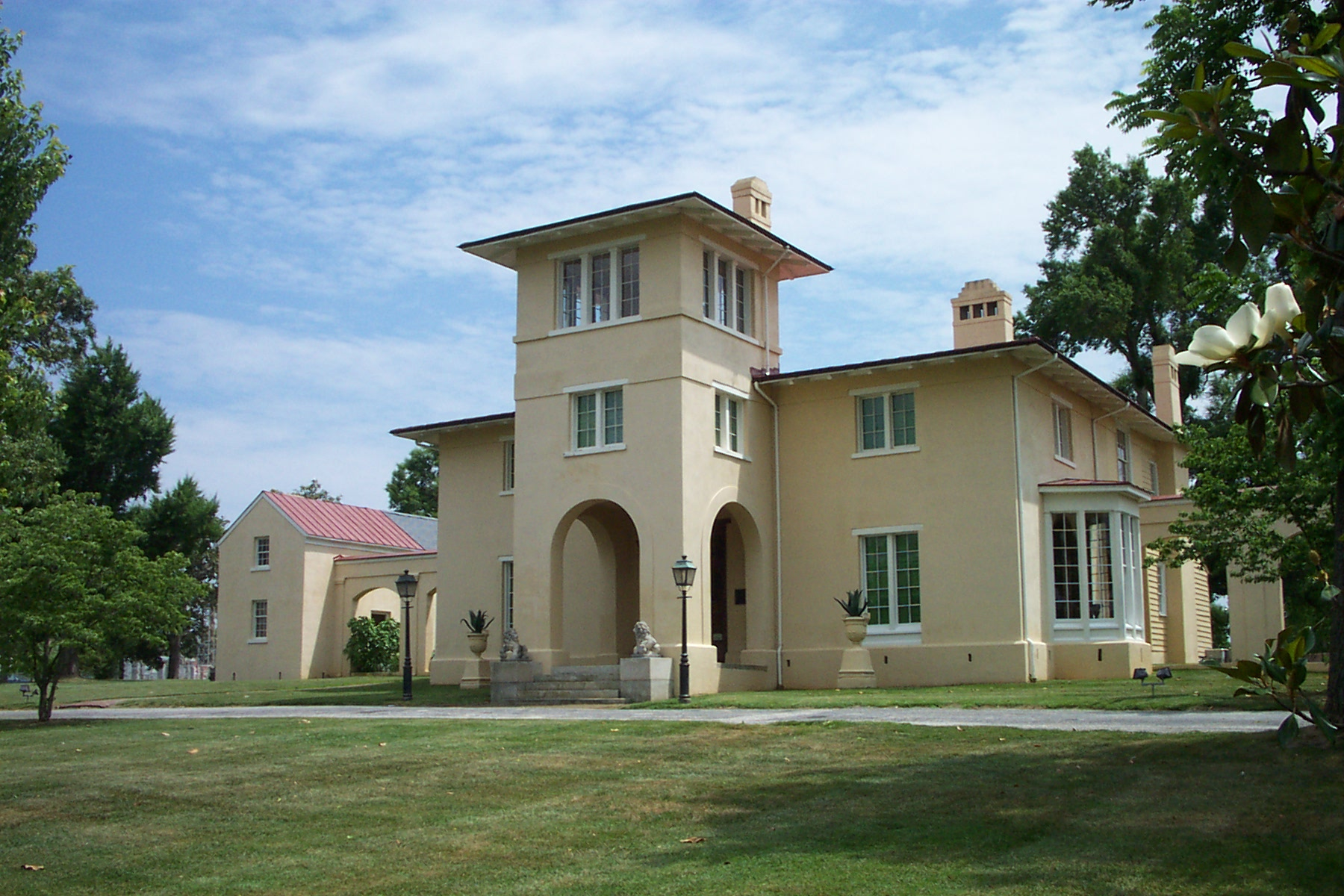
ブランドウッド邸宅、アレクサンダー・ジャクソン・デイビスがトスカナ様式のビラを設計

グリーンズボロの発展は緩りとだったが、初期に綿花の貿易と交易から得られた富が幾つかの著名な建物建設に繋がった。最も初期の建物で後にブランドウッド邸宅と庭園と名付けられたものは、1795年に建設された。この住居に加えて1846年には、ニューヨーク市のアレクサンダー・ジャクソン・デイビスが設計したアメリカで最も初期のトスカナ様式のビラとして、国内に影響を与えた史跡である家屋を建てた。その他の重要な建物としては、サミュエル・スローンが設計した「ダンリース」、ベルミード、およびバンパス・トロイ・ハウス（現在は宿屋を運営）などがある。

### 南北戦争とアメリカ連合国の終焉
ギルフォード郡はアメリカ合衆国からの脱退に賛成票を投じなかったが、一旦ノースカロライナ州がアメリカ連合国に加盟すると、郡から多くの者が南軍側に加わり、ギルフォード・グレイズのような歩兵部隊を形成した。1861年から1865年3月まで、グリーンズボロ市は南北戦争の影響を比較的受けなかったが、北軍海軍による南部海岸の封鎖によって衣類や薬品などの不足に対処するという例外はあった。しかし、戦争の最後の数週間、グリーンズボロは重要な役割を果たした。1865年4月、P・G・T・ボーリガード将軍がテネシー軍指揮官ジョセフ・ジョンストン将軍の指示を受けて、市の防衛準備にあたった。
この期間、アメリカ連合国大統領ジェファーソン・デイヴィスや残っていた閣僚が首都リッチモンドを明け渡し、南のダンビルに移動した。北軍騎兵隊がダンビルを脅かしたとき、デイヴィスと閣僚達は列車で脱出でき、1865年4月11日にグリーンズボロで再集合した。かくしてグリーンズボロは一時的にアメリカ連合国の首都になった。デイヴィスと閣僚達はグリーンズボロに居る間に、勝利者である北軍からの捕獲を避けるために海外への逃避を試してみることにした。彼等はグリーンズボロを離れてバラバラになった。このことでグリーンズボロはアメリカ連合国の全政府関係者が集団で会したことでは最後の地として著名となり、グリーンズボロはアメリカ連合国「最後の」首都ということになった。ほぼ同じ頃に、州知事ゼブロン・B・バンスは北軍ウィリアム・シャーマン将軍の軍隊が到着することを予期して州都から逃亡した。1865年4月16日から始まる短期間、ノースカロライナ州の州都はグリーンズボロにあった。
現在のノースカロライナ州ダーラムにあるベネット・プレースでジョンストン将軍とシャーマン将軍の間の交渉が1865年4月26日に成立し、グリーンズボロで南軍兵はその武器を積んで仮釈放を受け、故郷に帰った。

### 工業化と成長
1890年代、グリーンズボロ市はボルティモアのモーゼス・アンド・シーザー・コーンなど北部の製造業からの注目を引き続けた。コーン兄弟は大規模な繊維工場を建設し、10年間の内にグリーンズボロを村落から都市に変えた。1900年までに、グリーンズボロは南部繊維産業の中心と見なされるようになった。大規模な工場がデニム、フランネルやオーバーオールを生産した。繊維産業を通じてもたらされた市の繁栄は、ギルフォード郡郡庁舎、S・W・フォークによるウェストマーケット通りメソジスト教会、フランク・A・ウェストン設計による幾つかの建物、およびオルロ・エップス設計になるノースカロライナ大学グリーンズボロ校本館など20世紀に著名となった公共建築物が建設されることになった。
20世紀の間、グリーンズボロは富と人口の拡大を続けた。急成長によって、地元出身の建築家チャールズ・ハートマンやハリー・バートンに設計された大きな商業ビルや公共建築物の建設に繋がり、それらの多くは現在も残っている。他にもビックス化学会社（バポラブやナイキルのような抗感冒薬で有名）、カロライナ製鉄会社、およびポモナ・テラコッタ製作所など著名な製造業が市内に設立された。この成長期間、グリーンズボロは厳しい住宅不足を経験した。建設業者は労働者に住居を供給するために年間80ないし100戸の住宅建設を目標にしようとした。グリーンズボロの不動産は1920年代に「州内の不思議」と考えられた。世界恐慌の間も成長が続き、グリーンズボロでは年間推計200家族が増えていった。市は教育、公園および利益の出る雇用条件を強く打ち出す計画の行き届いた地域社会という評判を得た。

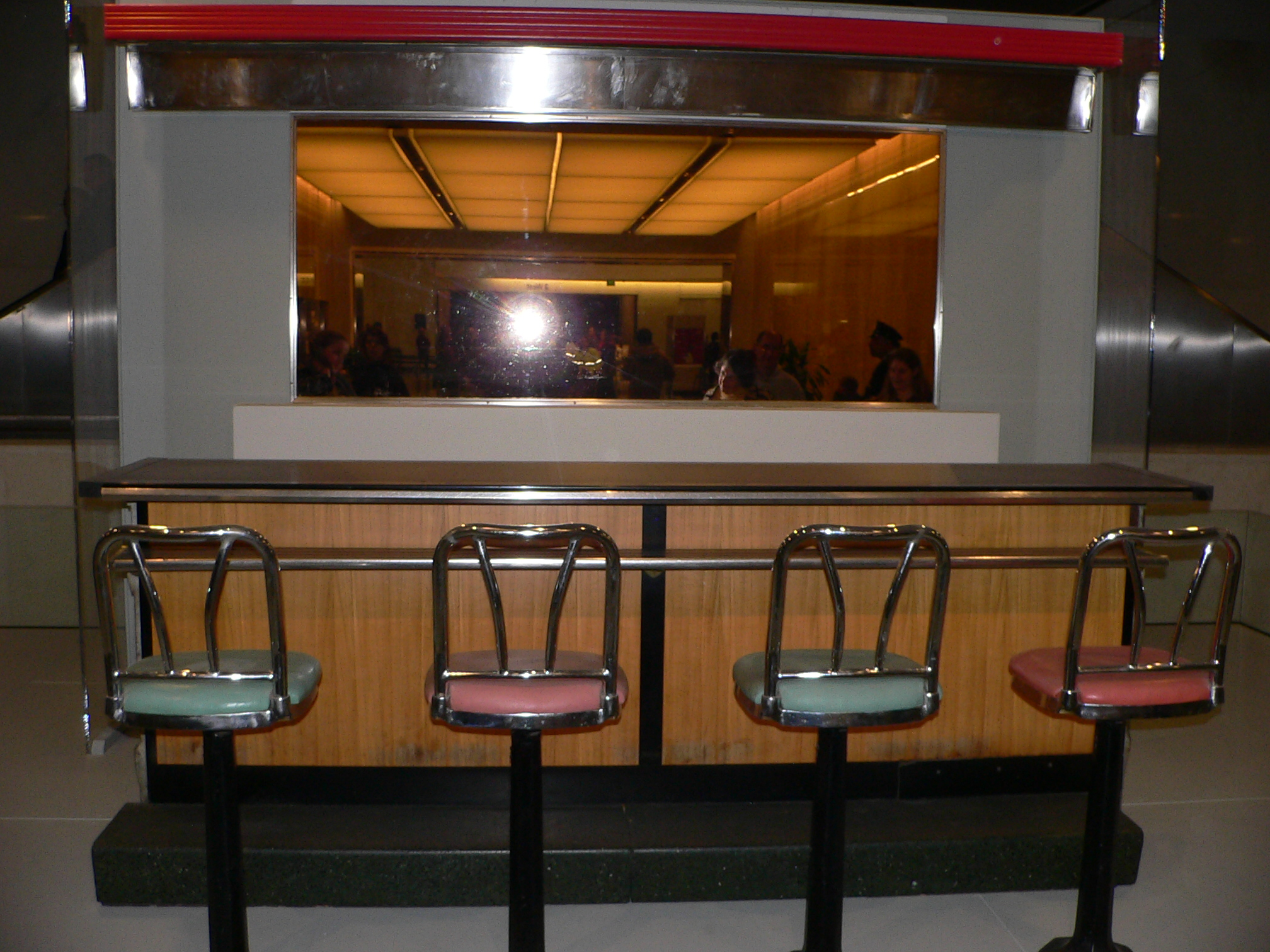
スミソニアン博物館に収められているウールワースのランチカウンター、最初のシット・インを記念する

グリーンズボロがノースカロライナ州の主要都市の一つになるにつれて、その伝統的社会構造に変化が起こった。1960年2月1日、ノースカロライナ農業・工業大学の4人の学生が白人のみに認められていたウールワースのランチカウンターに腰掛け、サービスを断られた後も退席を拒んだ。その他にも大勢がこのシット・インに加わり、数ヶ月も続いた。このような抗議が南部中に拡がり、最終的にはウールワースなどチェーン店での人種差別撤廃に繋がった。最初のカウンターとストールは現在スミソニアン博物館に収められているが、この出来事が起こった当初のビルの場所に現在博物館が建設中である（2007年時点で、国際公民権博物館の開館は緊縮財政のために延期されている）。
この繁栄によって全国および国際的に知られた建築家を巻き込むような新しいレベルの開発が行われるようになった。ヴァルター・グロピウスは1944年の工場の建物を設計した。グリーンズボロを本拠にするエド・ローウェンスタインはこの地域全体にわたるプロジェクトの設計に貢献した。エドアルド・カタラーノとジョージ・マツモトは、モダニストの建築概念と様式を持つノースカロライナ人に対抗する設計を市にもたらした。
この時代の進展にも拘わらず、古い傷がまだ癒えていなかった。1979年11月3日、共産主義労働者党が反クー・クラックス・クラン集会を開いた時、1群のクー・クラックス・クランとネオ・ナチスのメンバーが集会の開かれているモーニングサイド・ハイツ近くで集結し抗議集会を襲撃した。地元のテレビ4局が事の起こった様を録画した。共産主義労働者党オーガナイザーによって拳銃が発砲された（空中に向かってとされる）可能性があり、クランのメンバーが停止する前に棒で殴られたのではあるが、反クラン抗議者だけが負傷し殺された。共産主義労働者党のメンバー5人が死亡し、7人が負傷した。テレビ局が撮影した映像が全国や世界に流され、この出来事はグリーンズボロ虐殺と呼ばれることになった。告発されたクランとネオ・ナチスのメンバーは全員、2つの刑事裁判で全て白人の陪審員により無罪とされた。1985年の民事裁判では、5人の警官と他に2人の民間人が物損に対して35万ドルをグリーンズボロ・司法基金に支払うよう判決された。
2007年、イボンヌ・J・ジョンソンがグリーンズボロ市では初のアフリカ系アメリカ人市長に選出された。

## 地理
グリーンズボロは北緯36度4分48秒 西経79度49分10秒 / 北緯36.08000度 西経79.81944度に位置する。
アメリカ合衆国国勢調査局に拠れば、市域全面積は109.2平方マイル (283.0 km2)、このうち陸地は104.7平方マイル (271.2 km2)、水面は4.5平方マイル (11.8 km2)で水域率は4.16%である。
グリーンズボロはノースカロライナ州のピードモント台地になだらかにくねる丘の間に位置し、西はブルーリッジ山脈とグレートスモーキー山脈、東は大西洋岸とアウターバンクスの中間になる。市の最も高い建物であるリンカーン・ファイナンシャル・タワーから眺めると、町には多くの緑が溢れており、おそらくは市の名前に別の次元の重要さを与えている。グリーンズボロ市は幾つかの主要自動車専用道路、すなわち州間高速道路40号線と85号線が交差する所であり、計画中の73号線も市域内を通ることになる。

### 気候
グリーンズボロの気候は、蒸し暑い夏と冷涼で時折寒い冬に特徴づけられる、四季のはっきりした気候である。最も暑い7月の平均気温は26℃、最高気温の平均は31℃で、月の約1/3は最高気温が32℃を超える。最も寒い1月の平均気温は3℃、最低気温の平均は氷点下2℃で、月の2/3は最低気温が氷点下に下がる。降水は1年を通じて平均しており、月間80-110mm程度、年間1,070mm程度である。また、12-3月には月間3-8cm程度の降雪も見られる。ケッペンの気候区分では、グリーンズボロは東海岸や南部に広く分布する温暖湿潤気候（Cfa）に属する。
| 月              | 1月      | 2月      | 3月      | 4月      | 5月      | 6月      | 7月       | 8月       | 9月      | 10月     | 11月     | 12月     | 年間        |
| --------------- | -------- | -------- | -------- | -------- | -------- | -------- | --------- | --------- | -------- | -------- | -------- | -------- | ----------- |
| 平均最高 °F (℃) | 48 (9)   | 51 (11)  | 60 (16)  | 70 (21)  | 78 (26)  | 84 (29)  | 88 (31)   | 86 (30)   | 80 (27)  | 70 (21)  | 60 (16)  | 50 (10)  | 69 (21)     |
| 平均最低 °F (℃) | 28 (-2)  | 30 (-1)  | 37 (3)   | 46 (8)   | 55 (13)  | 63 (17)  | 67 (19)   | 66 (19)   | 59 (15)  | 47 (8)   | 37 (3)   | 30 (-1)  | 47 (8)      |
| 降水量 mm (in.) | 84 (3.3) | 84 (3.3) | 97 (3.8) | 81 (3.2) | 91 (3.6) | 97 (3.8) | 112 (4.4) | 104 (4.1) | 84 (3.3) | 86 (3.4) | 74 (2.9) | 81 (3.2) | 1074 (42.3) |
| 降雪量 mm (in.) | 79 (3.1) | 64 (2.5) | 43 (1.7) | 0 (0.0)  | 0 (0.0)  | 0 (0.0)  | 0 (0.0)   | 0 (0.0)   | 0 (0.0)  | 0 (0.0)  | 3 (0.1)  | 30 (1.2) | 218 (8.6)   |
| 出典:           |          |          |          |          |          |          |           |           |          |          |          |          |             |

### 地区
グリーンズボロの最も初期の地区はカレッジヒルであり、ウェストマーケット通りとスプリングガーデン通りの間、グリーンズボロ・カレッジの周辺に位置する。
サウスサイドは市内で最も古い地区に入っており、主要な再開発を経験してきた。

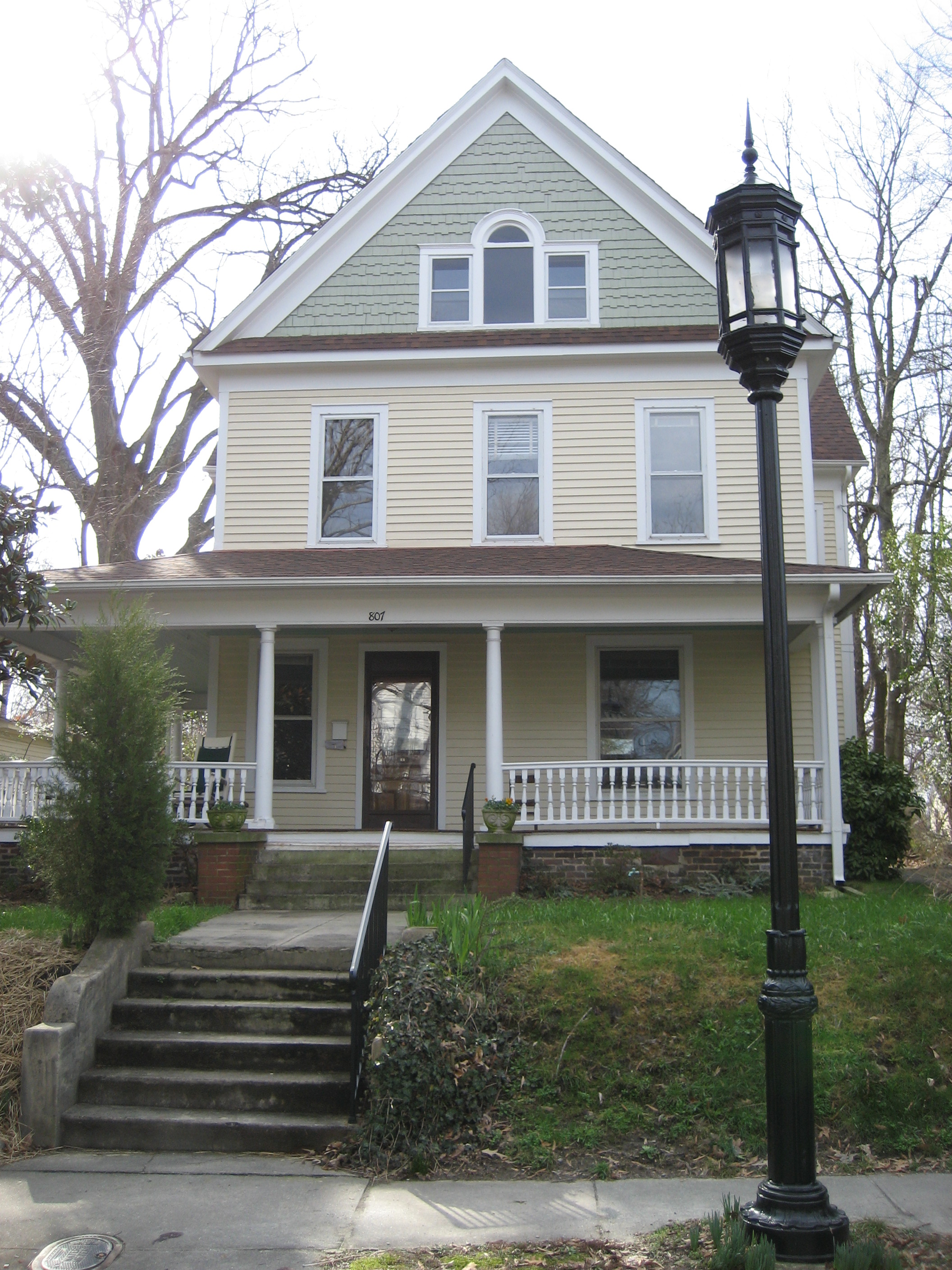
カレッジヒルにある典型的19世紀住宅

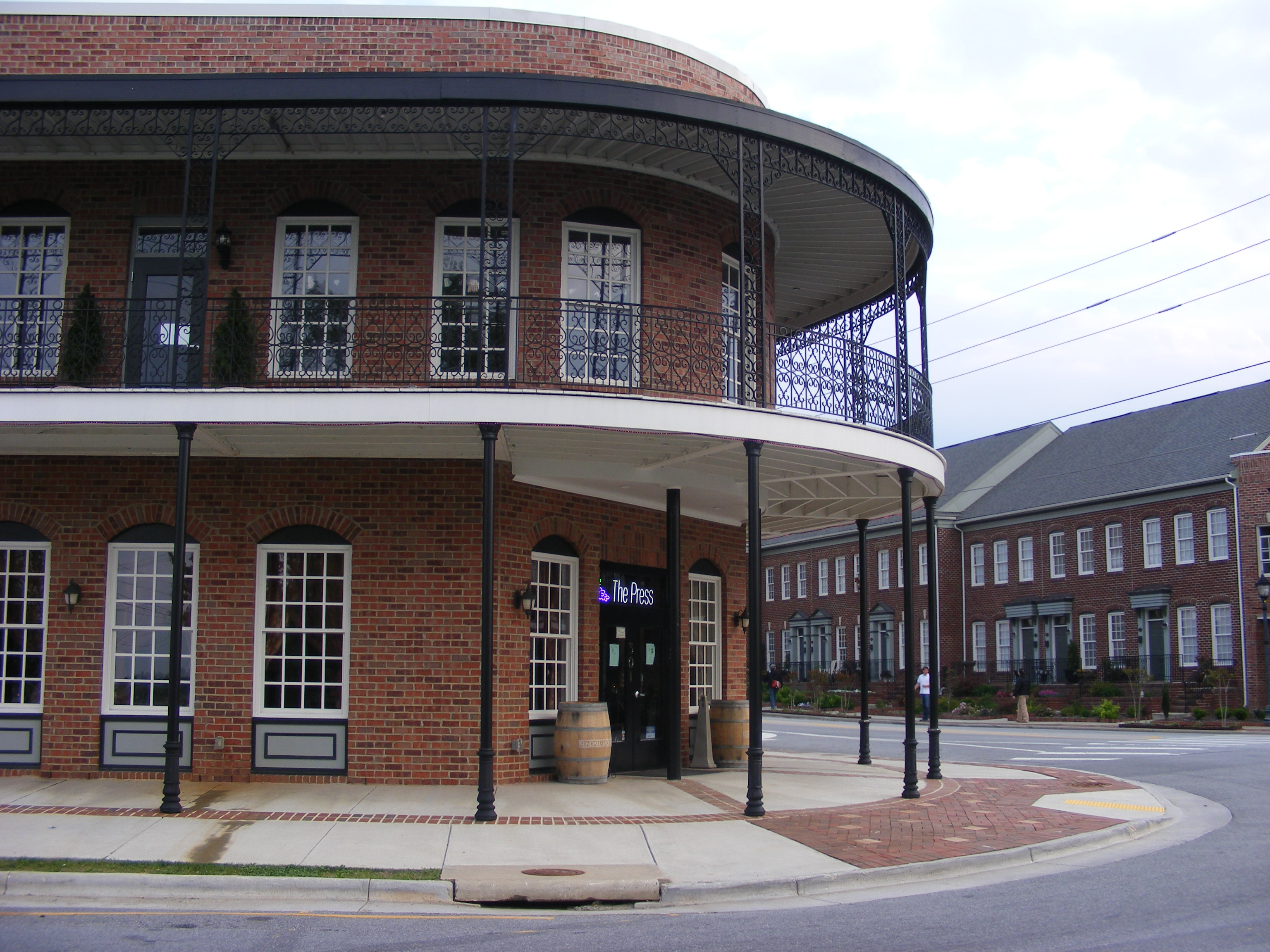
グリーンズボロ中心街のサウスサイド地区にあるレストラン・ビンテージ301

アイコック地区とフィッシャー公園地区はそれぞれ1895年と1901年に設立された。アイコック地区には20世紀の変わり目に建てられたアン女王様式住居があり、またフォースクエア、クラフツマンおよびコロニアル復古様式も見られる。
グリーンズボロ・カントリー・クラブのゴルフコース周辺に1911年に開発されたアービング公園は、ジョン・ノーランが設計した近くのパインハースト・リゾートをモデルにしている。この高名な地区には十分な敷地に建てられた大きな家屋があり、今日でも人気がある。
ワーナーズビル地区はかってグリーンズボロ南部で栄えていた。1900年代中頃に都市再生が始まったとき、事業所や家屋の大半が破壊され、新しい道路と開発に代わった。しかし、この地域は現在でも回復していない。かってブームを呼んだアッシュ通りの残骸はユージーン通りのグリーンズボロ・アーバン・ミニストリー背後に見ることができる。
20世紀初期のグリーンズボロの都市化は自動車の人気によって大きく影響され、市民が市内中心部を離れて周辺の郊外に住むことを可能にした。一連の「ストリートカー郊外」が設立され、グレンウッド、ハミルトン・レイクス、レイク・ダニエル、ラザムパーク、リンドレーパーク、O・ヘンリー・オークス、ランキン、スターマウント、サンセットヒルズおよびウェストウッドなどができた。これら地区の多くには市内でも最も美しい公的公園の幾つかがある。最近追加された地区にはアダムズ・ファーム、レイク・ジャネット、ザ・カーディナル、ニュー・アービングパーク、およびリーディ・フォーク・ランチのような大規模に計画された拡がりを持つ開発単位がある。

## 犯罪
アメリカ合衆国南部の都市部で通常よく見られる傾向として、グリーンズボロでは全国平均よりも犯罪率がかなり高いレベルにある。2006年では、住民10万人に対して6,931件の犯罪が発生し、全国平均は同4,479.3件だった。この年、グリーンズボロでは暴力犯罪のあらゆる分類だけでなく、窃盗犯罪でも全国平均より高い犯罪率だった。2008年でも暴力犯罪と窃盗犯罪のすべてで全国平均以上だった。さらにノースカロライナ州平均も上回った。2008年1年間の総犯罪発生件数は15,901件であり、16,676件発生した2007年の実績よりは下回った。
アメリカ合衆国議会が発行する「クォータリー・プレス2008年都市犯罪ランキング：アメリカ都市圏の犯罪」に拠れば、人口75,000人以上の都市の中でグリーンズボロは57番目に危険な都市にランクされた。このランキングではグリーンズボロがノースカロライナ州で最も犯罪率の高い都市となっている。

## 人口動態

### 都市圏人口
グリーンズボロの都市圏、および広域都市圏を形成する各郡の人口は以下の通りである（2010年国勢調査）。
グリーンズボロ・ハイポイント都市圏
| 郡             | 州                 | 人口      |
| -------------- | ------------------ | --------- |
| ギルフォード郡 | ノースカロライナ州 | 488,406人 |
| ランドルフ郡   | ノースカロライナ州 | 141,752人 |
| ロッキンガム郡 | ノースカロライナ州 | 93,643人  |
| 合計           | 合計               | 723,801人 |

グリーンズボロ・ウィンストンセーラム・ハイポイント広域都市圏
| 都市圏/小都市圏                    | 郡                                 | 州                                 | 人口        |
| ---------------------------------- | ---------------------------------- | ---------------------------------- | ----------- |
| グリーンズボロ・ハイポイント都市圏 | グリーンズボロ・ハイポイント都市圏 | グリーンズボロ・ハイポイント都市圏 | 723,801人   |
| ウィンストンセーラム都市圏         | フォーサイス郡                     | ノースカロライナ州                 | 350,670人   |
| ウィンストンセーラム都市圏         | デイビッドソン郡                   | ノースカロライナ州                 | 162,878人   |
| ウィンストンセーラム都市圏         | ストークス郡                       | ノースカロライナ州                 | 47,401人    |
| ウィンストンセーラム都市圏         | デイビー郡                         | ノースカロライナ州                 | 41,240人    |
| ウィンストンセーラム都市圏         | ヤドキン郡                         | ノースカロライナ州                 | 38,406人    |
| バーリントン都市圏                 | アラマンス郡                       | ノースカロライナ州                 | 151,131人   |
| マウントエアリー小都市圏           | サリー郡                           | ノースカロライナ州                 | 73,673人    |
| 合計                               | 合計                               | 合計                               | 1,589,200人 |

### 市域人口推移
以下にグリーンズボロ市における1870年から2010年までの人口推移をグラフおよび表で示す。
| 統計年 | 人口      |
| ------ | --------- |
| 1870年 | 497人     |
| 1880年 | 2,105人   |
| 1890年 | 3,317人   |
| 1900年 | 10,035人  |
| 1910年 | 15,895人  |
| 1920年 | 19,861人  |
| 1930年 | 53,569人  |
| 1940年 | 59,319人  |
| 1950年 | 74,389人  |
| 1960年 | 119,574人 |
| 1970年 | 144,076人 |
| 1980年 | 155,642人 |
| 1990年 | 183,894人 |
| 2000年 | 223,891人 |
| 2010年 | 269,666人 |

### アジア人社会
1979年以降、約4,000人のベトナム人が難民あるいは二次移民としてグリーンズボロ地域に再定住した。彼等は文化的に、民族的にまた宗教的に異なった人々であり、広範な社会基盤に組み入れられている訳ではない。「モンタナール」（フランス語で山岳民）はベトナム高地から北多くの種族出身の移民である。ベトナム戦争までは孤立した山地農業を営み、狩猟採集を行っていたが、アメリカ合衆国政府がアメリカ陸軍特別部隊のために前線兵士として徴用した。約5,000人のモンタナールがギルフォード郡に入り、ベトナム以外では世界でも最大のモンタナール社会となった。ベトナム北部の種族であるヌン族の数百人もグリーンズボロに入り、モンタナール種族の社会と結びついていることが多い。
1980年代初期、初めてのカンボジア人がグリーンズボロに再定着した。約60家族ほど、約500人の安定した社会がグリーンズボロ仏教徒センターと密接に連携している。さらに近くのダビッドソン郡に多いことを含め、トライアド周辺には800人の元カンボジア人が住んでいる。
グリーンズボロはラオス人にとっては当初の再定着地域ではなかった。しかし、1980年代半ばから、多くの家族が他の州からの二次移民としてやって来て、現在ではラオス人人口は約1,000人で安定している。ラオスから来た山岳性難民、大半はモン族数家族がギルフォード郡に住んでおり、さらに50人以上の学生がグリーンズボロにあるノースカロライナ大学で学んでいる。グリーンズボロに移ってきたその他のラオス山岳民としては、約200人のクムー族難民やその他種族の少数集団がいる。約2,000人の朝鮮人がギルフォード郡に住んでおり、多くはしっかりと定着している。地元の中国人協会は主に本土中国の出身者で構成され、数百人の会員がいる。グリーンズボロに住む華僑の数は数千に及ぶ。
インド人移民の人口は2,000人以上と推計されており、グリーンズボロ地域でうまく定着し、すでに長い歴史もできてきた。多くのインド人移民は市の大学や医療分野に進出し、多様な社会構造を作ってきた。この地域には推計600人のパキスタン人が住んでおり、他に推計1,000人のパレスチナ人もいて、ピードモント・トライアド地域にはさらに数千人がいる（多くのパレスチナ人は1967年の戦争後にこの地域に移ってきた）。数百人のイスラエル人もトライアドに移住してきており、特に国際的な事業に従事している。

### アフリカ人社会
グリーンズボロとその周辺にはアフリカの54の国から来た15,000人近い人々が住んでいる。ギルフォード郡に住んでいるアフリカ人の約10%は難民として移住してきた。異なるアフリカ人社会からの代表で構成される非営利組織、アフリカ人サービス同盟は様々な社会の協力関係を築こうとしている。幾つかの地域社会は1960年代からノースカロライナ農業・工業州立大学に起源があり、この大学が開発途上国によって貴重な教育源として初めて認められたのがこの年代である。ナイジェリア人とニジェール人の社会は約3,500人ないし6,500人と言われ、この地域でも最大のアフリカ人社会と見られ、歴史があり地域に根付いている。彼等は2世、3世世代もおり、様々な宗教と種族の伝統を反映している。
ギルフォード郡にいるナイジェリア人とニジェール人の子孫の多くは当初、ニューヨーク州、ニュージャージー州あるいはワシントンD.C.に移住し、その後公式の移民資格を得た後にグリーンズボロ地域に入ってきた。ギルフォード郡には多世代のガーナ人の血を継ぐ人々が約450人いる。最近到着した者は大半がこの地域にある大学の国際学生か、長くここに住んでいる者の友人あるいは一族である。シエラレオネ人を先祖に持つ約800人の定着した社会はギルフォード郡を本拠にしている。この人々は、その母国からの移民に適用された一時的保護条件が終わったために、近年ではあまり数が増えていない。
グリーンズボロのスーダン人は多様な民族であり、大半の人はここ5年以内にギルフォード郡にやってきた者達であって、その数は2,700人以上になっている。これら移民の多くは長引くスーダン内戦から逃げてきている。南部から来た若いスーダン人集団は通常「ロスト・ボーイズ」（失われた少年達）と呼ばれ、難民として最近グリーンズボロに再定着した。しかし、この地域のスーダン人の大半はスーダン北部のムスリム（男性イスラム教徒）である。過去1年の間にスーダン人の多くがアメリカ市民となり、そのことでスーダンから家族を呼び寄せることが可能となり、この1年で民族人口は数百人増えることになった。
ここ6年間でグリーンズボロに到着したソマリアからの難民約400人がおり、この中にはモガディシオ市からのアラブ系ベナディリ人や非ソマリア人であるバンツー族から新たに到着した難民が含まれている。
ギルフォード郡には推計1,200人のリベリア人が入っている。この数には最近到着した者や長年ギルフォード郡に住んでいる者も含まれている。ここ数年、アイボリーコーストやガーナの難民キャンプに住んでいた数百のリベリア難民がギルフォード郡に再定着した。

### 中央ヨーロッパ人社会
新しい住人は中央ヨーロッパ、すなわち元のユーゴスラビア（ボスニア、セルビアおよびクロアチア）からも到着してきた。1994年以降移民してきた元ユーゴスラビア出身者は約2,000人になる。過去数年でロシアやウクライナのユダヤ人難民約250人もグリーンズボロを再定着の地とした。

### ラテン系民族の社会
ギルフォード郡における2002年と2003年のラテン系民族人口推計値（Faith Actionの出版）に拠れば、この期間にラテン系民族は人口が4%増加しており、推計で26,981人となっている。この方法を使ったその後の調査は行われていないが、仮に人口が毎年4%増え続けたとすれば、現在のラテン系民族人口は29,182人と推計できる。他の研究では増加率がもっと大きいとしている。この地域のラテン系移民でその3分の2以上はメキシコ出身であるが、ラテンアメリカ26カ国全てからこの地域に来ていると考えられる。大半のラテン系民族は1990年以降に到着しており、経済的な機会がある限りその数は増え続けると予測されている。

## 経済の発展

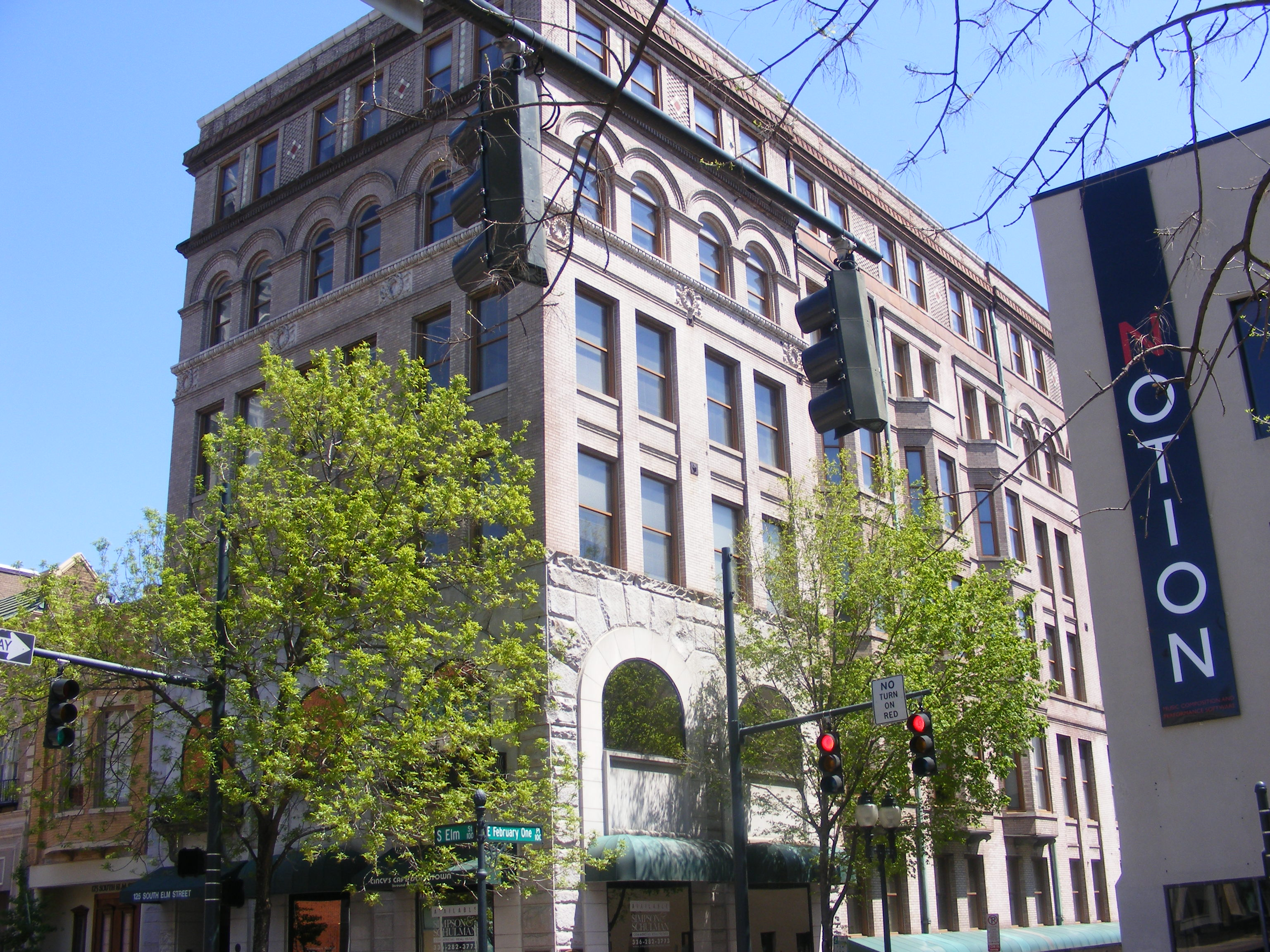
ディキシー・ビル

グリーンズボロに本社を置く著名な企業としては、本田航空機、ロリラード・タバコ会社、VFコーポレーション、ボルボ・トラックス北アメリカ、RFマイクロ・デバイシーズ、インターナショナル・テクスタイル・グループ、ニューブリッジ銀行、クックアウト、ビスケットビルおよびジルバーコ・ビーダールートがある。また保険会社のリンカーン・ファイナンシャル・グループにとっては「運営の中心」でもある。歴史的に繊維とタバコ産業との結びつきが強いが、グリーンズボロの指導者層はナノテクノロジー、ハイテクおよび輸送・物流分野の企業を惹き付けようと動いている。ノースカロライナ大学グリーンズボロ校とノースカロライナ農業・工業州立大学は共同研究の地域であるゲイトウェイ大学研究パークを開設した。

### 中心街地域
グリーンズボロ中心街は近年、ニューブリッジ・バンク・パークや住宅開発および商業ビル建設のような開発で建設投資が続いた。中心街の南側地区は、以前に経済的落ち込みを経験した地区が賞を取るような新伝統様式地区に再開発された市内中心部の再投資例として模範となっている。グリーンズボロ中心街は数多くのナイトクラブ、バーおよびレストランの開業によって劇的にナイトライフも増えた。2006年、エロン大学が市中心部にロースクールを開設した。中心街の見どころとしては、カロライナ劇場、トライアド・ステイジ（パール・ギブソン劇場）、ブランドウッド邸宅、センターシティ・パーク、ニューブリッジ・バンク・パーク、グリーンズボロ歴史博物館、グリーンズボロ文化センター、J・ダグラス・ゲイロン輸送基地、およびグリーンズボロ子供博物館がある。中心街を巡る数百万ドルを掛けた歩行者自転車専用環状路が現在建設中である。この国でも最初の都市部歩行者自転車専用環状路ということになり、歩道、自転車道、駐車場、リクリエーション施設、屋外授業および美術展のスペースができる。このプロジェクトは順次建設され、完工までには5年ないし10年を要し、市内の歩行者自転車専用路とも結ばれることになる。この専用環状路の近くにはアメリカ合衆国自転車の殿堂のためと考えられていた場所もあるが、これはニュージャージー州からカリフォルニア州デイビスに移されることになっている。

### 空港地域
1998年、フェデックスが3億ドルを掛けピードモント・トライアド国際空港に中継施設を建設した。これは州内およびサウスカロライナ州の各地の中で激しい誘致競争を行った結果だった。中継点建設が広報された後で、このプロジェクトは計画される場所の近くにある地区から考えられる騒音や大気汚染を排除することについてのクレームがあり、法廷闘争に入った。それでも、フェデックスの施設は大西洋岸の南東部の交通、物流拠点を目指す市の試みが実った。
2006年8月、本田技研工業から分社化したホンダ エアクラフトがピードモント・トライアド国際空港近くに本社を設立、グリーンズボロにHondaJetの製造工場を設立すると発表した。

## 教育

### 高等教育機関
- ノースカロライナ大学グリーンズボロ校
- ノースカロライナ農業・工業州立大学
- ベネット・カレッジ（女性のみ）
- グリーンズボロ・カレッジ
- ギルフォード・カレッジ
- ギルフォード工業コミュニティカレッジ
- エロン大学ロースクール

### 営利目的大学
- ブルックストーン・カレッジ
- ECPI工業大学
- デブライ大学
- ストレイアー大学

### 寄宿制の学校
- アメリカン・ヘブライ・アカデミー
- オークリッジ士官学校

### 私立学校
- グリーンズボロ・デイスクール
- ニューガーデンフレンズ・スクール

### 公立学校
高校とミドル・カレッジ
- ダドリー高校
- アーリー・カレッジ、ギルフォード校
- 東ギルフォード高校
- グリーンズボロ・カレッジ、ミドルカレッジ
- グリムズリー高校
- 北ギルフォード高校
- 北東ギルフォード高校
- 北西ギルフォード高校
- ウォルター・ハインズ・ペイジ高校
- ルーシー・ラグスデイル高校
- ベン・L・スミス高校
- 南東ギルフォード高校
- 南ギルフォード高校
- 南西ギルフォード高校
- 西ギルフォード高校
- フィリップ・J・ウィーバー・アカデミー
- ウエスタン・アマランス高校

## みどころ
- ザ・ボッグ・ガーデン、湿地生態系で栄える植物や野生動物の庭園を曲がりくねって抜ける1.7kmの道のうち、0.8kmからなる嵩上げ板張り道から接近できる。
- 200年記念庭園、アメリカ合衆国建国200年を記念して1976年に開発された2kmの舗道や屋外彫刻とパビリオンがある。
- グリーンズボロ・センターシティ・パーク、市街地1ブロックの半分を占め、グリーンズボロ文化センター隣にある。アクション・グリーンズボロに後援され、噴水やノースカロライナの芸術家数人の作品が展示されている。学習や娯楽のための広範に選べる広場を提供している。
- グリーンズボロ樹木園、グリーンズボロ・ビューティフルとグリーンズボロ市公園リクリエーション局との共同で完成された。17エーカー (68,000 m2)ある敷地には12の恒久的植物集積と、噴水、観測所、あずまや、展望台、橋、および観測用ベンチのある特別展示庭園がある。
- ブランドウッド邸宅と庭園、元ノースカロライナ州知事ジョン・モトリー・モアヘッドの歴史ある家屋。今日では国内建築と歴史的意義のある博物館として機能している。ニューヨークの建築家アレクサンダー・ジャクソン・デイビスによって設計された国内では初期のトスカーナ・イタリア様式建築の例である。
- 世界大戦記念スタディアム、国内では最も長く継続して使われているプロ野球用施設、2005年に市のファースト・ホライズン・スタディアムができて使用が終わった。この球場は第一次世界大戦で失われた生命を記念するために1926年に建設された。アイコック歴史地区にあり、大学野球チーム、アマチュアリーグなど1年を通じて特別行事に使われている。プロ野球マイナーリーグのクラブであるグリーンズボロ・バッツのホームだったが、新しくファースト・ホライズン・スタディアムができると、チームはグリーンズボロ・グラスホッパーズとなった。
- ハーガン・ストーン・パーク、グリーンズボロ市が所有し運営する409エーカー (1.66 km2) の屋外生活所と家族キャンプ場、アメリカ国道421号線からハーガン・ストーン・パーク道路に入った所にある。天候に関わらず毎日8時から日没まで開場。この公園には幾つかの湖、木炭グリルのあるキャンプ設備、および運動場がある。毎年9月に高校と大学の運動家のためにグリーンズボロ・ペイスセッターズが開催するグリーンズボロ招待クロスカントリー大会の場でもある。
- グリーンズボロ・コロシアム複合施設、グリーンズボロ市と周辺地域の市民に競技会、文化的行事、コンサート、演劇などの娯楽、教育活動、お祭りと展示会、さらには会議、集会、交易・消費者ショーなど公私を問わず様々なイベントといった幅広い活動を行うことで、貢献すると考えられ、活動を続ける幾つかの建物の複合施設。 この施設では、大学ACCバスケットボール選手権、ECHLとAHLのプロ・ホッケー、NCAA男子バスケットボールトーナメント、およびスターケイドのような権威有る行事も行われる。さらにNHLのカロライナ・ハリケーンズが、ローリーに恒久的競技場を建設するあいだの一時的なホームとしてここを指定した。1959年以来、エルビス・プレスリーから当代のラップ・スター、アッシャーまで、スーパースターが登場してきた。2010年のACCバスケットボール選手権開催も決まっている。これまで幾度か改修が行われ、最近のものでは1994年に一番大きな競技場の収容人員を現在の23,500席まで拡大した。この複合施設に隣接してACCチャンピオンのホールと博物館の建設が提案されている。ACCは1953年にグリーンズボロで設立され、現在グリーンズボロの南、グランドオーバー・オフィス・パークに本部がある。

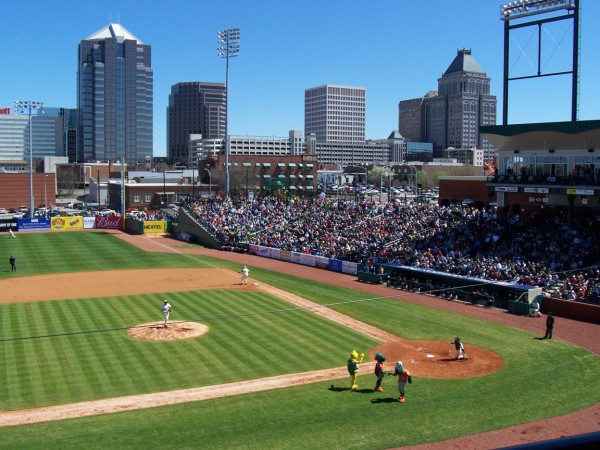
ニューブリッジ・バンク・パーク

- ニューブリッジ・バンク・パーク、グリーンズボロ・グラスホッパーズの本拠地。2005年完工。夏季には屋外行事やコンサートも開かれる
- ギルフォード・コートハウス国立軍事公園、1781年3月15日にこの場所で起こったギルフォード郡庁舎の戦いを記念する。この戦いはアメリカ独立戦争でアメリカ軍が勝利する道を開いた。イギリス軍はこの戦いで少なからぬ損失を蒙り、7ヶ月後にヨークタウンで降伏する要因を作った。戦場跡は大半が未開発のままであり、国家的に意義有る出来事を記念するための20世紀初めに大きな石碑が建てられた。
- The グリーンズボロ自然科学センター、家族向きで直接触れることのできる科学博物館とプラネタリウム。動物園が大掛かりな改修後の2007年夏に再開された。
- グリーンズボロ子供博物館、新生児から10歳までの子供に1年中、 直接触れることのできる交流形展示と教育プログラムおよび特別行事を提供する。
- 再開発された中心街のエルム通り、アンティーク・ショップ、画廊およびレストランやクラブの集積で知られる。様々な参加商店で毎月第1金曜日に開催される行事に多くの人々が参加する。
- ウェット・アンド・ワイルド・エメラルド・ポイント、国内でも最も高いウォーター・スライドの1つ、デアデビル・ドロップや家族用のトロピカル・ドロップなど36の乗り物がある。この公園にはスプラッシュ・アイランドとハッピー・ハーバーと呼ぶ2つのテーマ重視家族用セクションがある。両カロライナ州では最大の水上公園である。毎年50万人が訪れ、国内の水上公園の中でも10位になっている。

## ショッピング
グリーンズボロには有名な全国チェーンから地元のブティックやギャラリーまで、非常に多様な小売店がある。州間高速道路44号線を離れて市の南西にあるフォーシーズンズ・タウンセンターはベルク、ディラーズおよびJ.C.ペニーが入る3層のショッピングモールである。フレンドリー・センターは、フレンドリー・アベニュー近くにあり、ベルク、メイシーズ、シアーズ、バーンズ・アンド・ノーブル書店、国内最大のハリス・ティーター・スーパーマーケット、オールド・ネイビー、および複合映画館を収用する屋外複合商業施設である。フレンドリー・センターに隣接する店舗は、多くの特別小売店やレストランがあり、その多くはアンスロポロジー、Apple Store、ホワイトハウス・ブラックマーケット、シュル・ラ・ターブル、REI、ブルックス・ブラザーズ、ブラボー!クチナ・イタリアーナ、P.F.チャンのチャイナ・ビストロ、およびフレミングのプライム・ステーキハウス＆ワインバーなど、トライアド地域では他に無い店舗である。他にも市の北西にある州間高速道路40号線近くのウェスト・ウェンドオーバー回廊とバトルグラウンド・アベニューを中心にショッピングセンターがある。最近「ビッグ・ボックス」（大規模小売店）が市の北東にある元カロライナ・サークルモールの跡地や、新しく造られた市の南端のペインター・ブールバールに集まってきた。

## スポーツ
| クラブ                           | スポーツ | リーグ                                    | 競技場                         |
| -------------------------------- | -------- | ----------------------------------------- | ------------------------------ |
| グリーンズボロ・グラスホッパーズ | 野球     | サウスアトランティック・リーグ - 北部地区 | ニューブリッジ・バンク・パーク |
| カロライナ・ダイナモ             | サッカー | USLプレミアデベロップメントリーグ (PDL)   | マクファーソン・スタディアム   |

1931年よりシャーロットのジム・クロケット・プロモーションズ、ワールド・チャンピオンシップ・レスリング、WWEなどがプロレスリング興行を本格的に行っており、ノースカロライナ州、サウスカロライナ州、バージニア州を地盤とし、ミッドアトランティック地区と呼ばれ、グリーンズボロ・コロシアムで大会が行われた。

## 芸術
グリーンズボロでは、活動的で多様な芸術活動が行われている。行事や会場は全国的に称賛される毎年のイースタン・ミュージック・フェスティバルからウェザースプーン美術館まで、またトライアド・ステイジ劇場会社の最先端催しまで幅広い。
- カロライナ劇場、1927年以来グリーンズボロ中心街の一部となっている公演施設。1990年代に改修されて以来、グリーンズボロ・バレー、グリーンズボロ地域劇場、ライブストック・プレイアーズ・ミュージカル劇場、グリーンズボロ・ユース・シンフォニーなど様々な地域芸能集団の本拠地となってきた。
- シティ・アーツ、 ライブストック・プレイアーズ、グリーンズボロ子供劇場、ミュージック・センター、グリーンズボロ・コンサート・バンド、グリーンズボロ・フィルハーモニア、グリーンズボロ合唱協会、およびグリーンズボロ青年合唱隊による様々な音楽と劇を提供している。これらの団体は毎年市が開催するOPUS（バンド名）コンサート・シリーズや夏の「公園における日曜日夕方の音楽」シリーズに参加している。
- グリーンズボロ地域劇場、45年以上ブロードウェイとオフ・ブロードウェイの劇とミュージカルを公演している。その練習場はグリーンズボロ文化センター内にある。
- イースタン・ミュージック・フェスティバル、交響曲から室内楽まで、世界中のプロによる独演会から才能ある学生まで、夏に100以上の公演を行う。前衛および非伝統的音楽と芸能を行うフリンジ・フェスティバルも同時開催される。
- グリーンズボロ・バレーとグリーンズボロ・バレー学校、伝統的に12月の「くるみ割り人形」の公演はこの会社による多くの芸術と教育の活動の一つである。グリーンズボロ・バレー学校は国内でも数少ない非営利バレー学校である。
- 文化センター、 グリーンズボロ文化センターには25以上の視覚芸術と公演芸術の組織、5つの画廊、稽古場、彫刻庭園、戸外カフェの座席がある私営レストラン、および戸外劇場がある。画廊にはアフリカ系アメリカ人アトリエ、ノースカロライナ州芸術のためのグリーンヒルセンター、グリーンズボロ芸術家同盟のギャラリーとギフトショップ、ギルフォード先住民画廊およびマッタイ・リード・アフリカ伝統センター・サテライト・ギャラリーがある。
- グリーンズボロ・オペラ会社、1981年10月に創設され、大きな成長と拡大を遂げてきた高度に重視される地域オペラ会社。ジューン・アンダーソン（当時ニューヨーク市オペラに登場した若いソプラノ）を起用したヴェルディの『椿姫』公演を初めてとして、この会社は1981年から1989年まで主要なオペラ公演は秋の1回だったものが、1990年から1999年のシーズンには日曜昼公演を加え、1997年と1998年の『蝶々夫人』と『カルメン』が売り切れの出る成功を収めたことに反応し、1999年から2000年のシーズンからは春の出し物として2つの公演が追加された。この会社は外部や地元の歌手とグリーンズボロ・シンフォニーのメンバーを入れたフル・オーケストラとをうまく組み合わせており、本拠とするグリーンズボロ戦争記念公会堂のピットを使っている。
- グリーンズボロ・シンフォニー・オーケストラ、指揮者ドミトリー・シトコヴェツキーに指導され、国定公共ラジオの今日の演奏にも繰り返し登場することを含め、全国音楽組織の中で強力な評判を築いてきた。シトコヴェツキーはバイオリンのソロ奏者としてその経歴を始めた。ヨーロッパの管弦楽団でスタートした時は室内楽曲に焦点を当てており、優秀な音楽家集団がシトコヴェツキーによって集められた。このオーケストラはクラシックやポップスのコンサートを行っており、また1年を通して若い聴取者のために教育的なプログラムも行っている。
- 、ノースカロライナ農業・工業州立大学内にあり、国内でも最も称賛されるアフリカ文化の収集品を収める。この博物館には、30以上のアフリカの国とニューギニアおよびハイチから3,500以上の工芸品を収めている。
- トライアド・ステイジ、グリーンズボロ中心街歴史地区に本拠を置く非営利地域公演会社。全ての演目は地元と全国の才能ある人の組合せで作られている。この公演会社は最近ニューヨークの劇作同盟による「アメリカでも最良の地域劇団50傑」、ゴー・トライアドとニューズ＆リコード、リノ・タイムズにおける「ベスト・ライブ・シアター」およびノースカロライナ劇場連邦による「2003年の最良のプロ劇団」として認められた。
- ウェザースプーン美術館、ノースカロライナ大学グリーンズボロ校に位置し、アメリカ合衆国南東部で最も注目に値する現代と同時代の収集美術品を収める。6つの画室で構成され、20世紀アメリカ美術の収集では全国的に認められている。恒久的収蔵品には、アンリ・マティスの版画や銅像、ウィレム・デ・クーニング、ヘンリー・オサワ・タナー、ジョン・グラハム、パブロ・ピカソ、ロバート・ラウシェンバーグおよびアンディ・ウォーホルによる著名な傑作が収められている。

## 著名な出身者と住人

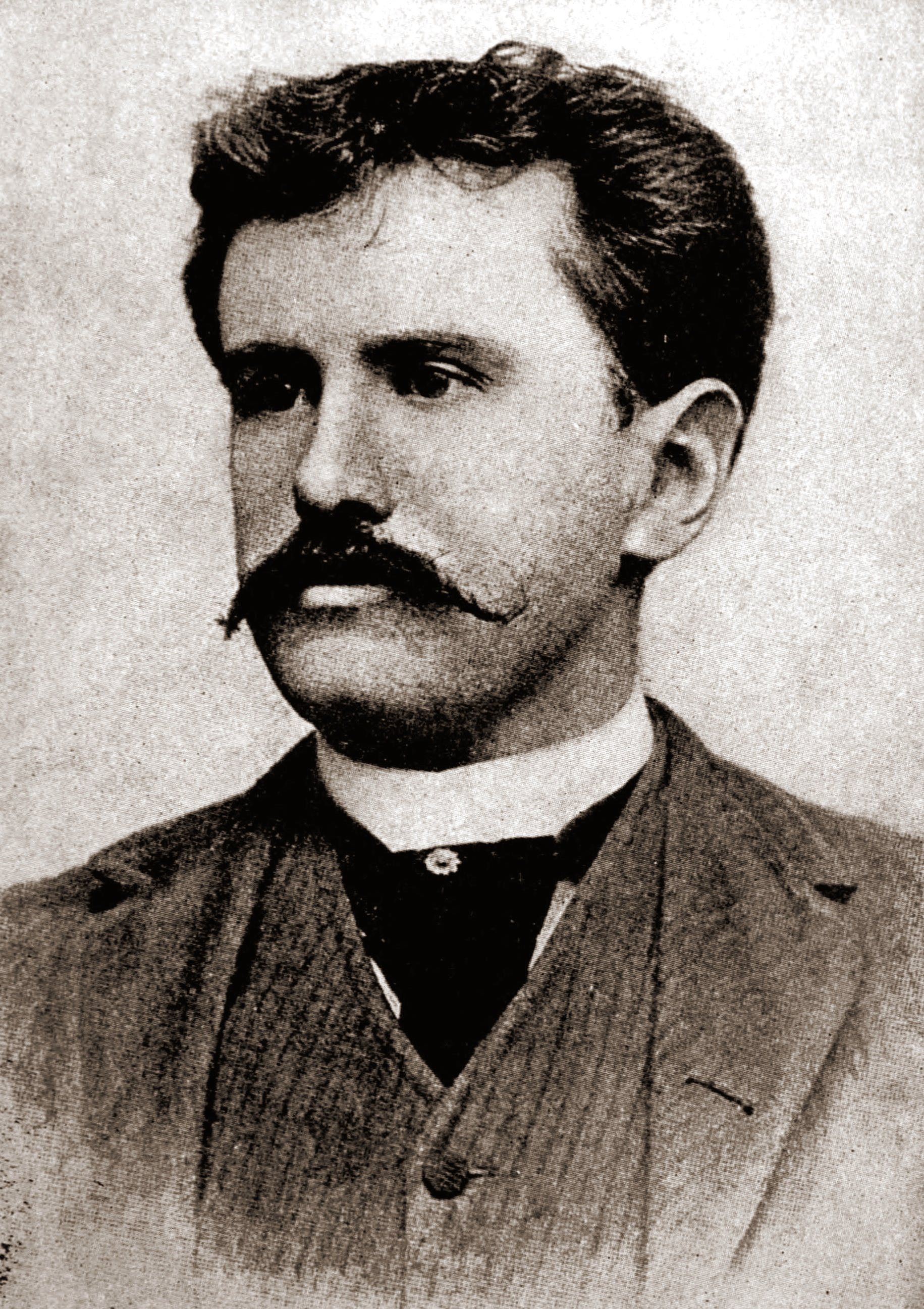
オー・ヘンリー

### グリーンズボロ生まれの者
- パトリック・バリー、独立系映画制作者
- トマス・ベリー、地球の環境保護を訴える国際的代弁者
- ハル・"スキニー"・ブラウン、元メジャーリーグベースボールの投手
- ジョーイ・チーク、スピードスケート選手、トリノオリンピックの金メダリスト
- リーヴァイ・コッフィン、著名なクエーカー教徒で奴隷制度廃止運動家
- ビンス・エバンス、元NFLのクォーターバック
- オー・ヘンリー、短編作家
- エドワード・R・マロー、第二次世界大戦でCBSラジオの報道者として有名、賞を貰ったジャーナリスト、グリーンズボロ郊外で生まれた。
- ジョン・アイスナー、プロテニス選手
- ジョン・アンソニー・レノン、作曲家（1950年生）
- カロライン・リンド、女子ボート競技エイトの選手、北京オリンピック金メダリスト
- ドリー・マディソン、ジェームズ・マディソンの妻でアメリカ合衆国のファーストレディ
- ダグ・マーレット、ピューリッツァー賞を受賞した漫画家[28]
- ジャック・ F・マトロック・ジュニア、駐ソビエト連邦アメリカ大使、1987年-1991年
- ボブ・マカドゥー、元NBAのオールスターおよびカレッジバスケットボールのオールアメリカンに選ばれた選手
- フレッド・"カーリー"・ニール、元ハーレム・トロッターズ
- ロナルド・ペレリマン、億万長者の投資家
- エディー・ポープ、サッカーのスター選手、レアル・ソルトレイクおよびアメリカ合衆国代表
- ジョージ・プレディ、第二次世界大戦の撃墜王
- ジェフ・バーナー、アメリカのテレビ番組サバイバー出場者
- ケリー・ウィグルスワース、アメリカのテレビ番組サバイバー出場者

### 現在の住人
- オースン・スコット・カード、著作家、ジャーナリスト、教授、著作の幾つか（エンダーのゲームとシャドウ・パペッツ）はグリーンズボロ周辺を舞台にしている。
- ユージーン・チャドバーン、作曲家、音楽家
- ケイ・ハーガン、ノースカロライナ州選出アメリカ合衆国上院議員
- H・T・ カービー・スミス、著作家、詩人
- リチャード・ランバート、砲丸投げ選手、元アメリカ・チャンピオン
- マイケル・パーカー、小説家
- ゲーリー・ピーターソン、バンドthe Guess Whoのドラマー
- リッキー・プロール、元NFLの選手、アリゾナ・カーディナルズ、シアトル・シーホークス、シカゴ・ベアーズ、セントルイス・ラムズ、カロライナ・パンサーズ、およびインディアナポリス・コルツでプレイ、プローリフィック公園の所有者

## グリーンズボロと関連の深い者
- 2004年アメリカン・アイドルを受賞したファンタジア・バリーノは短期間グリーンズボロに住み、近くのハイポイント出身である。
- アメリカン・アイドル決勝進出者クリス・ドートリーはロックスターで2006年のアメリカン・アイドル参加者、近郷のマクリーンズビル出身、やはり近くのオークリッジ住人。
- 1960年代のリズム・アンド・ブルースとソウルのデュオ、イネス・アンド・チャーリー・フォックス、ヒット曲"Mockingbird"で知られる。グリーンズボロ出身
- ジャーナリストで実犯罪作家のジェリー・ブレッドソー (Bitter Blood)は近くのアッシュバラに住んでいる。「グリーンズボロ・ニューズ＆リコード」に長年コラムがあり、その調査報告は「リノ・タイムズ」に掲載される。
- ジェフ・ボスティック、NFLの選手、ワシントン・レッドスキンズ、グリーンズボロ生まれ、ベン・L・スミス高校卒業
- ジョー・ボスティック、NFLの選手、セントルイス・カージナルス、グリーンズボロ生まれ、ベン・L・スミス高校卒業
- アンディ・キャビック、インディ・フォークのバンドVetiver、インディ・ロック・バンドのザ・レイモンド・ブレイクのメンバーっだった時にグリーンズボロに在住。
- スペンサー・チェンバレン、バンドアンダーオースのリードボーカル、グリーンズボロで育った。
- ビリー・"クラッシュ"・クラドック、カントリー・ミュージックの伝説的人物、グリーンズボロ近くで生まれた。
- リック・ディーズ、ラジオ・パーソナリティ、グリムズリー高校出身
- マルケス・ダグラス、NFLの選手、サンフランシスコ・フォーティナイナーズ、ダドリー高校に通った。
- バリー・ファーバー、ラジオ・トークショー担当、著作家で言語習得に熱心、グリーンズボロで育った。
- ブレンダン・ヘイウッド、NBAの選手、ワシントン・ウィザーズ、ダドリー高校に通った。
- トーリー・ホルト、ノースカロライナ州立大学とセントルイス・ラムズでワイドレシーバー、グリーンズボロ近くで生まれた。
- ランドール・ジャレル、国内で称賛される詩人、グリーンズボロに住んだ。1965年に死ぬまでノースカロライナ大学グリーンズボロ校の教授だった。ギルフォード・カレッジ・キャンパス近くに埋葬されている。
- ヘイウッド・ジェフリーズ、元NFLの選手、ヒューストン・オイラーズ
- ダニー・マニング、オール・アメリカ・バスケットボール選手、カンザス大学、グリーンズボロのペイジ高校に通った。
- カイル・ペティ、全米自動車競争協会のドライバー、自動車競争の解説者、グリーンズボロに近いトリニティに住んでいる。
- リー・ペティ、全米自動車競争協会競走の草分け的存在、全国優勝3回、ペティ・エンタープライズ創設者、グリーンズボロに近いレベル・クロス在住
- リチャード・ペティ、全米自動車競争協会競走7回制覇、グリーンズボロに近いレベル・クロス在住
- キャット・パワー（ショーン・マーシャル）、歌手、1980年代後半に10代の時母と一緒にグリーンズボロに住んだ。
- チャーリー・サンダース、2007年NFLプロフットボール殿堂、デトロイト・ライオンズのタイトエンド、ダドリー高校に通った。
- トゥース・アンド・ネイルのレコーディング・アーティスト、バンドのサリバンはグリーンズボロで結成され住んだ。
- ロバート・ウォルデン、全米自動車競争協会のドライバーの草分け的存在、グリーンズボロ近くに住んだ。

## 交通

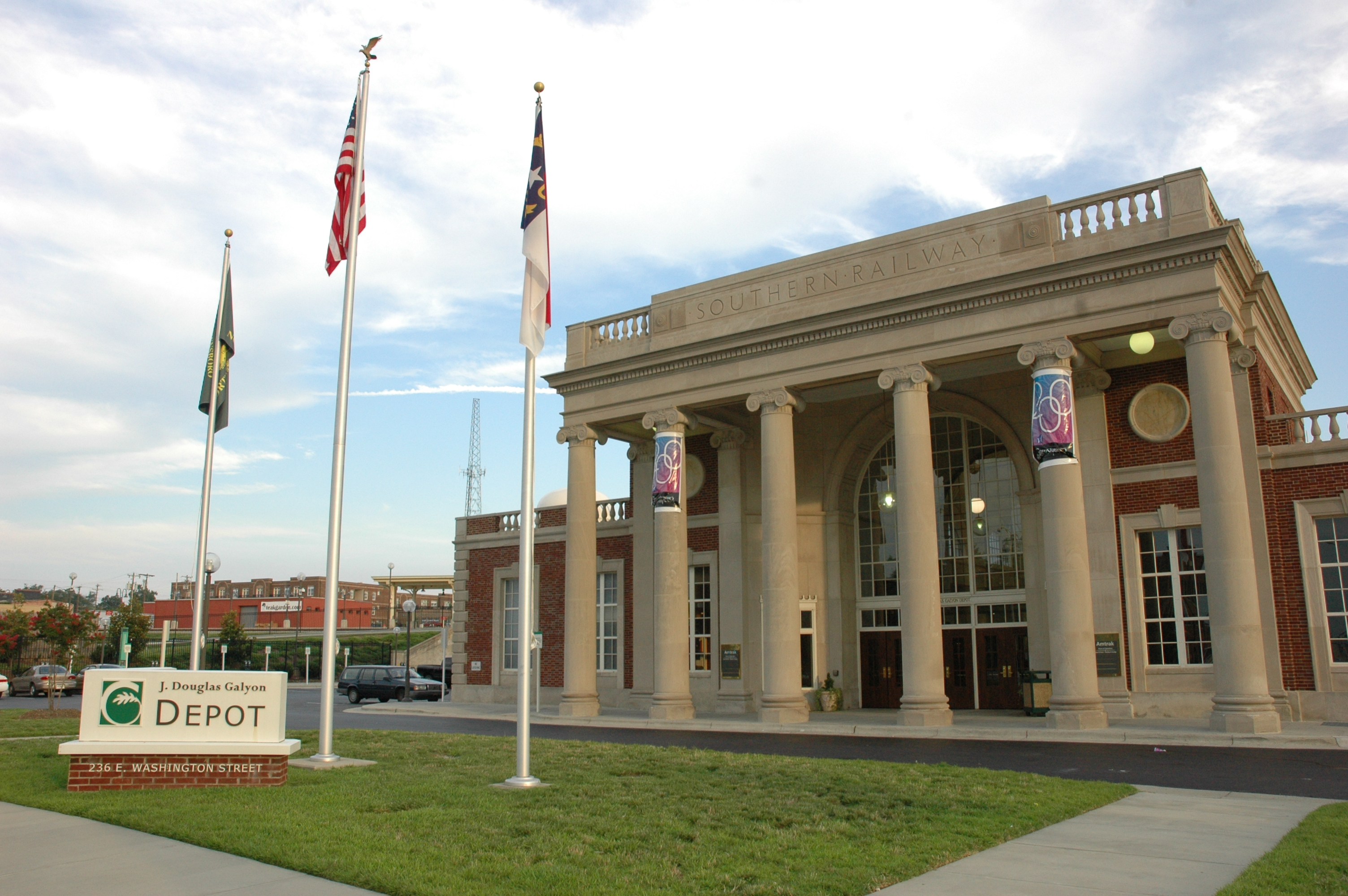
グリーンズボロ駅

グリーンズボロにはピードモント・トライアド国際空港があり、近郷のハイポイント、ウィンストン・セーラムはもとより、周辺のピードモント・トライアド都市圏から利用されている。かつて存在したスカイバス航空の中継点であった。現在、ダイナミック航空の本社が置かれている。
アムトラックが毎日運行するクレセント号、カロリニアン号、ピードモント号はグリーンズボロとニューヨーク、フィラデルフィア、ボルティモア、ワシントンD.C.、リッチモンド、ローリー、シャーロット、アトランタ、バーミングハムおよびニューオーリンズとを繋いでいる。
アムトラックの列車、タクシー、地域と長距離のガスは、イースト・ワシントン通り236-Cに位置するアムトラックのグリーンズボロ駅で発着している。この駅は元々1920年代の建設であり、2004年に改修された。
グリーンズボロ交通局 は市内公共バスを運行し、高等教育地区路線 は中心街とカレッジや大学がある地域を繋いでいる。都市圏全体の公共輸送はピードモント地域輸送が取りまとめている。

### 州間高速道路
- 州間高速道路40号線
- 州間高速道路85号線
- 州間高速道路85号線産業道路
- 州間高速道路73号線
- 州間高速道路785号線
- 州間高速道路840号線

グリーンズボロ地域の道路

州間高速道路40号線と州間高速道路85号線はグリーンズボロ地域で数マイルの間同じ無料区間を共有している。現在州間高速道路40号線と85号線産業道路の結合した高規格道路は中心街真南に位置し、地域で「デスバレー」という悪名が立った無料区間の西端になる。ここは6つの主要な国道と州間高速道路が1つの無料区間に集まるので、渋滞と事故が多い区間とされている。
グリーンズボロ都市環状道路が現在建設中であり、完工すれば市の大半を囲むことになる。この環状道路の一部は将来州間高速道路73号線とアメリカ国道29号線と一体となり、これらは市の南部、東部、および北部を通って、北東部の郊外リーズビルに抜けることになるので、グリーンズボロでの幹線となり、都心部への自動車専用道路アクセスを可能にする。

## メディア

### 新聞
「グリーンズボロ・ニューズ・アンド・リコード」紙はグリーンズボロの日刊紙である。実業週刊誌であるアメリカ・シティ・ビジネス・ジャーナル網の一員であるビジネス・ジャーナルはグリーンズボロに本拠を置き、ピードモント・トライアド都市圏での実業をカバーしている。「カロライナ・ピースメーカー」はアフリカ系アメリカンの社会をカバーする週刊誌である。「リノセロス・タイムズ」と「イエス!ウィークリー」はもう一つの無料週刊誌である。「ハンバーガー・スクエア・ポスト」は1979年以来出版されている月刊誌である。greensborotelegram.comのグリーンズボロ・テレグラムはローリー・テレグラムの出版者によって、2008年10月16日に公式に起ち上げられた唯一のオンライン週刊誌である。「Qノーツ」は隔週でLGBT社会のために発行される新聞であり、シャーロットで発行され、グリーンズボロの各所にまた家毎に配達されている。

### テレビ
グリーンズボロはグリーンズボロ、ウィンストン・セーラム、ハイポイント登録テレビ視聴市場の一部であり、次のような商業放送局がある（局の略号、チャンネル、系列および免許を与えた市の順に記す）。
- WFMY-TV、2、CBS、グリーンズボロ
- WGHP、8、Fox、ハイポイント
- WXII-TV、12、NBC、ウィンストン・セーラム
- WGPX、16、ION、バーリントン
- WCWG、20、The CW、レキシントン
- WUNL-TV、26、PBS/UNC-TV、ウィンストン・セーラム
- WGSR-TV、39、独立放送局、リーズビル
- WXLV-TV、45、ABC、ウィンストン・セーラム
- WMYV-TV、48、マイネットワークTV、グリーンズボロ
- WLXI-TV、61、TCT、グリーンズボロ

グリーンズボロにはニューズ14カロライナのトライアド支局もある。

## 姉妹都市
グリーンズボロは国際的な友好と協力を助長するために2つの都市と姉妹都市関係を続けている。
- フランス、フランシュ＝コンテ地域圏モンベリアル
- モルドバ共和国キシナウのビューカニ地域